# Gastão Moreira
Gastão de Andrade Moreira (São Paulo, 5 de setembro de 1966) é um apresentador de televisão, ex-VJ da MTV Brasil e jornalista musical brasileiro.
Atualmente, possui um canal no YouTube, o KazaGastão, com mais de 300 mil inscritos.

## Carreira
Gastão é formado em Direito pela PUC-SP. Depois de formado, vai morar em Londres e passa a acompanhar a cena do rock e muitos shows na Europa. Durante uma visita ao Brasil para prestigiar o casamento de sua irmã, se inscreve para participar dos testes para a MTV Brasil, que estava chegando ao país. Depois de passar em 10 testes, vira VJ da emissora, onde esteve entre 1990 e 1998, apresentando os programas Fúria Metal (a partir de 1997, passando a chamar-se apenas de Fúria) e Gás Total, MTV Hits, Mochilão MTV e o Hermanos MTV.
Tocou como guitarrista na banda R.I.P. Monsters (ao lado do ator Eriberto Leão, que era vocalista), entre 1991 e 1997, na qual gravou o álbum Música Popular do Espaço em 1998.
Em 19 de fevereiro de 1999 vai para a TV Cultura, onde apresentou o programa Musikaos, que levou muitas bandas novas para performances ao vivo, no SESC Pompeia. O programa dura até 2003, com 143 edições, quando o apresentador decide não renovar seu contrato.
Cansado da vida na capital paulista, se muda para Florianópolis. Lá apresentou programas de rádio na Atlântida FM e montou a casa de shows Célula.
Em 2004, enquanto vivia em Florianópolis, formou a banda Kratera, da qual atuou como baixista. Lançaram três álbuns.
Em 2006, foi o diretor do documentário Botinada: A Origem do Punk no Brasil, que narra a história do início do movimento punk no Brasil (1976 - 1984) e o paradeiro de seus protagonistas.
No final de 2009 volta para São Paulo, para ser apresentador do canal Fashion TV chamado Lado H.
Desde 2013, possui um canal no YouTube, em que conta a história de grandes bandas de rock ("Heavy Lero", com Clemente Nascimento), além de semanalmente apresentar notícias da música ("KZG News", com Nando Machado), apresentar bandas novas ("Breve Lero" e "KZG Recomenda"), sua coleção de discos ("Hellfabeto"), seus álbuns favoritos ("O Favorito", também com Nando Machado e "Arrepiômetro") e responder perguntas do público ("Gastão Responde").
Também teve um programa na rádio Kiss FM que ia ao ar às segundas-feiras, o Gasômetro, que começou na Rádio Atlântida (onde ficou por cinco anos), e cuja proposta era de apresentar bandas pouco conhecidas e "lados B" de artistas renomados do rock. A última edição do programa foi transmitida em 17 de outubro de 2022.

## Vida pessoal
Namorou por quatro anos com Sabrina Parlatore, quando formaram o primeiro casal famoso da MTV Brasil.